# Michele Conforti
Michelangelo « Michele » Conforti est un mathématicien italien et professeur de mathématiques à l'université de Padoue, qui s'intéresse à la recherche opérationnelle, l'optimisation linéaire en nombres entiers, la théorie des graphes et l'optimisation combinatoire.

## Carrière
Michele Conforti obtient un doctorat (Ph. D.) en 1983 sous la direction de Gérard Cornuéjols à l'université Carnegie-Mellon avec une thèse intitulée Essay in Combinatorial Optimization. Il est professeur de recherche opérationnelle à l'Université de Padoue.

## Prix et distinctions
En 2000 il reçoit avec Gérard Cornuéjols et Mendu Rammohan Rao (en) le prix Fulkerson pour leur article Decomposition of balanced matrices concernant la décomposition des matrices équilibrées (en),. Cet article contient également un algorithme de reconnaissance de telles matrices en temps polynomial. Il a aussi contribué à la démonstration du théorème fort sur les graphes parfaits par un résultat partiel,.
En 2015 il est récipiendaire, avec Gérard Cornuéjols et Giacomo Zambelli du Prix Frederick W. Lanchester .

## Publications
- Michele Conforti, Gérard Cornuéjols et Mendu Rammohan Rao, « Decomposition of balanced matrices », Journal of Combinatorial Theory Série B, vol. 77, no 2,‎ 1999, p. 292–406
- Michele Conforti et Gérard Cornuéjols, « Balanced Matrices », dans K. Aardal, G. L. Nemhauser et R. Weismantel (éditeurs), Discrete Optimization, Elsevier, coll. « Handbooks of Operations Research and Management Science » (no 12), 2005 (DOI 10.1016/s0927-0507(05)12006-4), p. 277-319
- Michele Conforti, Gérard Cornuéjols et Kristina Vušković, « Square-free perfect graphs », Journal of Combinatorial Theory, Series B, vol. 90, no 2,‎ 2004, p. 257-307 (DOI 10.1016/j.jctb.2003.08.003)
- Michele Conforti, Gérard Cornuéjols et Giacomo Zambelli, « Polyhedral Approaches to Mixed Integer Linear Programming », dans Michael Juenger (éditeur), 50 Years of Integer Programming, Springer Verlag, 2009, p. 343-386.
- Michele Conforti, Gérard Cornuéjols et Giacomo Zambelli, Integer Programming, Springer Verlag, coll. « Graduate Texts in Mathematics » (no 271), 2014, 456 p. (ISBN 978-3-319-11007-3, e-ISSN 978-3-319-11008-0[à vérifier : ISSN invalide], DOI 10.1007/978-3-319-11008-0)